# Black Mountain College
Il Black Mountain College, fondato nel 1933 sui Monti Blue Ridge vicino ad Asheville, è stato un innovativo college statunitense per lo studio dell'arte nelle sue varie espressioni.

## Storia
Fondato nel 1933 da John Andrew Rice Jr., Theodore Dreiser e altri docenti provenienti dal Rollins College, il Black Mountain fu per sua natura sperimentale e votato ad un approccio interdisciplinare. Il college sorse nel periodo dell'ascesa al potere di Adolf Hitler in Germania, allorquando intellettuali e artisti, perseguitati in Europa, giunsero al Black Mountain College come insegnanti o studenti.
Il Black Mountain si trovava in una località rurale relativamente isolata, aveva disponibilità finanziarie modeste e in esso vigeva uno spirito informale e collaborativo. Alcune innovazioni del Black Mountain ebbero un'influenza duratura sull'arte americana del dopoguerra, sulla cultura alta e, nell'ultimo periodo, sulla cultura pop.
Buckminster Fuller con lo studente Kenneth Snelson realizzarono la prima cupola geodetica, improvvisandola con doghe nel cortile della scuola; Merce Cunningham costituì la sua compagnia di danza e John Cage mise in scena il suo primo happening.
Il Black Mountain College fu una scuola di discipline artistiche che derivava dal concetto di educazione progressiva. Tale metodo di insegnamento innovativo, si ispirò al pensiero di John Dewey, il quale sostenne che democrazia e educazione fossero profondamente collegate. Pertanto, il college non prevedeva voti, tasse, esami o gerarchie, garantiva piena libertà nella scelta del percorso educativo e richiedeva un comune impegno per il sostentamento della scuola stessa.
Il Black Mountain fu precursore fungendo da prototipo per ulteriori college alternativi quali l'University of California, Santa Cruz, il Marlboro College all'Evergreen State College, il Bennington College, lo Shimer College, il Goddard College e il New College of Florida.
Durante i primi otto anni, il college affittò gli edifici del YMCA Blue Ridge Assembly a sud della città di Black Mountain. Nel 1937, con l'avvicinarsi della scadenza del contratto di locazione, il college acquistò 271 ettari sulle rive del Lake Eden, pochi chilometri a nord-ovest dalla Swannanoa Valley. Josef Albers contattò Walter Gropius affinché sviluppasse il progetto della nuova sede; rivelatosi troppo dispendioso, la realizzazione del campus fu perciò affidata a Lawrence Kocher. Il college fu trasferito sul Lake Edene nel 1941.
Nel 1957 la scuola chiuse definitivamente a causa dell’esiguo numero di iscritti e alla conseguente instabilità finanziaria. I cospicui debiti accumulati furono saldati solo nel 1962, quando la proprietà fu venduta a George Pickering, il quale vi fondò in seguito il campo estivo "Camp Rockmont for boys". Tale luogo, a memoria della precedente attività, ospita i festival "Black Mountain Festival" e "Lake Eden Arts Festival".

## Theatre Piece No.1
Nel 1952, John Cage, Merce Cunningham e Robert Rauschenberg diedero vita alla rappresentazione "Theater Piece No.1", uno dei progetti più significativi della scuola, successivamente denominato "The Event".
Cage e Cunningham furono le due personalità cardine di tale esibizione: un evento in cui musica, danza, pittura e poesia coesistevano nella stessa dimensione. Ogni artista ebbe a disposizione un intervallo di tempo per esprimere la propria creatività, senza attenersi a testi, coreografie o spartiti predeterminati. Gli spettatori, diversamente da una comune rappresentazione, sedevano nello stesso luogo in cui avveniva la performance. L'evento fu ospitato nella sala da pranzo del college e non previde alcun spazio divisorio tra palco e platea, garantendo agli spettatori il pieno coinvolgimento.
Durante le esibizioni i dipinti monocromatici di Rauschenberg furono esposti e utilizzati come superfici per la proiezione delle componenti multimediali di Nicholas Chernovitch: cinematografie mute in bianco e nero raffiguranti tramonti e rappresentazioni di scene di vita quotidiana; riferimento diretto alla cultura neo-dadaista che influenzò diversi movimenti come Fluxus, il minimalismo e il concettualismo. Lo spettacolo, tuttavia, non fu mai replicato per insufficienza di fondi e liti interne alla scuola che portarono alla chiusura definitiva.